# Хватов (село)
Хватов (укр. Хватів) — село в Бусской городской общине Золочевского района Львовской области Украины.
Население по переписи 2001 года составляло 228 человек. Занимает площадь 1,796 км². Почтовый индекс — 80534. Телефонный код — 3264.

## Достопримечательности
Рядом с селом над автострадой Львов-Киев находится Памятник бойцам Первой конной армии.
Торжественное открытие памятника состоялось в 1976 году. Монумент имеет длину 27 метров и поражает динамизмом и экспрессией взлета металлических всадников с вершины холма. Всадники ориентированы на запад, они словно летят с первыми лучами солнца. Их силуэты всегда видно издалека. За этот памятник в 1978 году скульптору В. Борисенко и архитектору А. Консулову была присуждена Национальная премия Украины имени Тараса Шевченко.